# Tossal de Felip
El Tossal de Felip és una muntanya de 207 metres que es troba al municipi d'Aitona, a la comarca catalana del Segrià.